# Cinema do Japão
Nº de cinemas:
3,616 (2020)

Filmes produzidos:
506 (2020)

Bilheteria:
¥ 143,285 bilhões (2020)
A história do cinema do Japão estende-se por mais cem anos, o país tem uma das mais antigas e maiores indústrias cinematográficas do mundo; começando a produzir filmes no final do século XIX com a chegada dos primeiros cinegrafistas estrangeiros. No ano de 2011, o Japão produziu 411 filmes o que rendeu numa porcentagem de 54,9 da bilheteria japonesa de 2,338 bilhões de dólares estadunidenses. Em 2021, figurou como o quarto maior produtor de longas-metragens de todo o mundo.
O filme Tōkyō Monogatari, de 1953, foi classificado em terceiro lugar na lista dos cem maiores filmes de todos os tempos da revista britânica Sight & Sound — encabeçando na pesquisa de opinião e sucedendo Citizen Kane. Em contrapartida, Shichinin no Samurai do diretor Akira Kurosawa foi eleito o melhor filme em língua estrangeira de todos em 2018 pela BBC com análises de 209 críticos de 43 países. No Oscar, premiação anual concedida pela Academia de Artes e Ciências Cinematográficas e considerada a mais prestigiada da indústria cinematográfica mundial, o Japão foi vencedor por quatro vezes na categoria de melhor filme internacional, à frente de qualquer país asiático. De maneira similar, ocorre no país os Prêmios da Academia cedida pela Academia Japonesa de Cinema. As empresas cinematográficas Toho, Toei, Shochiku e Kadokawa, são dominadas dê as "Quatro Grandes" do território nipônico, são respectivamente membros da Associação de Produtores de Cinema do Japão (MPPAJ). Desde a década de 1990, as animações destacam-se por sua grande qualidade de produção e um ótimo desempenho comercial. Muitas produções de Hayao Miyazaki como Mononoke Hime, Sen to Chihiro no Kamikakushi, Hauru no Ugoku Shiro e Gake no ue no Ponyo, obtiveram aclamação por parte da crítica especializada e conseguiram lucrar bilhões de ienes nas bilheterias.

## História

### Inícios (1896—1919)
O cinema foi introduzido no Japão pela primeira vez em 25 de novembro de 1896, quando o cinetoscópio — inventado três anos antes nos EUA por Thomas Edison — foi exibido na cidade de Cobe, ocorrendo ali a primeira exibição pública de um filme no país, expandindo-se seguidamente para Osaka e Tóquio. Em fevereiro de 1897, o cinematógrafo e o vitascópio dos Irmãos Lumière foram implementados no Japão por empresários como Inabata Katsutaro. As imagens em movimento, contudo, não eram exclusividade para os nipônicos devido à sua rica tradição de equipamentos pré-cinemáticos; tais como o gentō (utsushi-e) ou a lanterna mágica. No ano de 1898, foram produzidos alguns curtas-metragens, em destaque Bake Jizo e Shinin no sosei. A película rodada em 1899, Momijigari, de Tsunekichi Shibata, é o mais antigo registro disponível para o público japonês e o primeiro a ser considerado propriedade cultural.

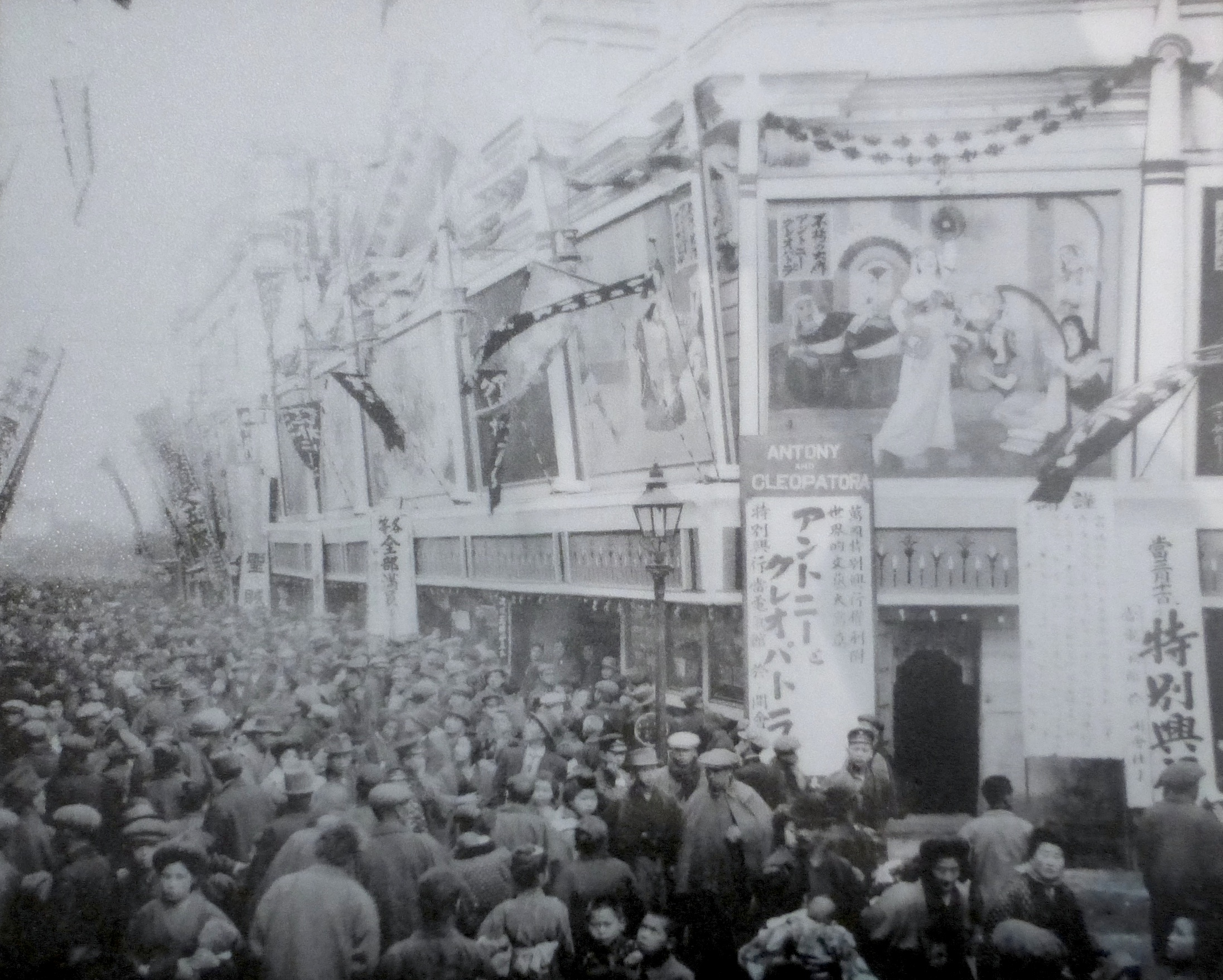
Frente do Denkikan durante a exibição do filme italiano Marcantonio e Cleopatra em 1914.

Durante as duas primeiras décadas após o cinema ser sido introduzido no Japão, foi motivo de curiosidade e admirado como uma excepcional invenção ocidental. Os cinematográficos contratavam os denominados benshi, constituído por uma ou um grupo de pessoas que se sentavam ao lado do ecrã e narravam os filmes mudos. A Yoshizawa Shōten foi uma das primeiras companhias a se envolver nas produções nacionais. Em 1902, foram importados filmes ocidentais para garantir até dois meses de exibições em um único local, o que ajudou na preparação da primeira sala de cinema do país, o Denkikan, inaugurado em Tóquio no mês de outubro de 1903. Haviam um total de 64 cinemas no Japão, sendo 21 deles em Asakusa no ano de 1917; os ingressos eram cobrados por altos preços e as classes médias e altas eram os alvos.

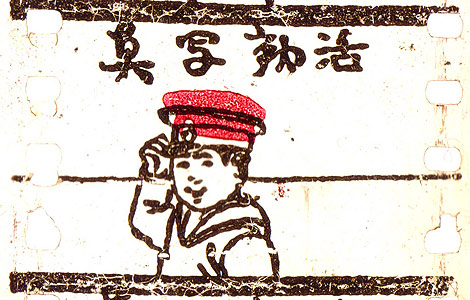
Um frame dos três segundos do curta-metragem Katsudō Shashin, com data e criador desconhecidos.

Natsuki Matsumoto, especialista em iconografia da Universidade de Artes de Osaka, indica que o primeiro filme de animação produzido no Japão poderia ter surgido entre os anos de 1907 e 1911. Conhecido como Katsudō Shashin, apresenta um menino com uniforme de marinheiro escrevendo em kanji a expressão Katsudō Shashin (活動写真, lit.  "imagens em movimento") e em seguida se virando de frente ao espectador, tirando o chapéu e fazendo uma saudação. Consiste na sequência de cinquenta frames desenhados numa fita celuloide e dura três segundos, a uma velocidade de dezessete frames por segundo. Sendo descoberto em 2005 no projetor de uma casa em Quioto. Alguns filmes foram descobertos em "filme de brinquedo" que são versões para visualização de projetores caseiros. O mais antigo desses é Hanawa Hekonai meitō no maki de 1917, conhecido como Namakura Gatana.
Em 1908, o diretor considerado o pioneiro na indústria cinematográfica japonesa, Shōzō Makino, iniciou sua influente carreira com Honnōji Gassen. Escalando Matsunosuke Onoe para protagonizar grande parte de suas produções, onde o ator alcançou o estrelato e foi creditado em mais de mil filmes. A crítica especializada no país cresceu durante a década de 1910, o que levou no surgimento do "movimento dos filmes autênticos", defendendo o que eram considerados meios mais modernos de produções cinematográficas. Críticos das revistas Kinema Record e Junpō lamentaram que o cinema japonês da época era teatral demais. Norimasa Kaeriyama que era analista acabou se tornando cineasta a fim de por suas ideias em prática sobre o que é cinema, fazendo sua estreia com Sei no Kagayaki (1919) no Tennenshoku Katsudō Shashin. Sendo frequentemente considerado o primeiro "filme autêntico", entretanto, diretores como Eizō Tanaka — influenciado pelo shingeki — expuseram seus próprios conceitos no estúdio Nikkatsu ao final dos anos 10.

### Ascensão (1920—39)

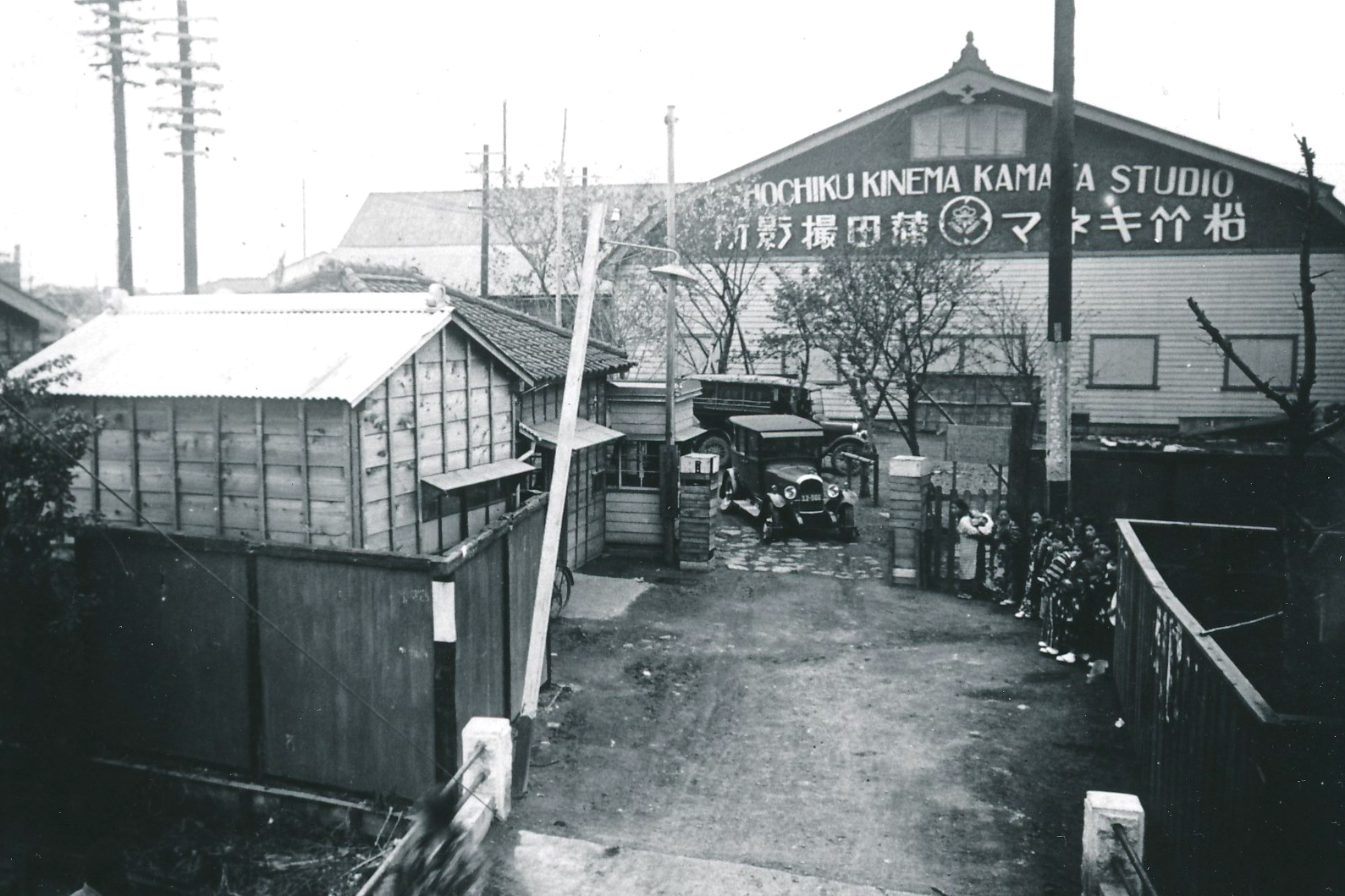
Fundado em 1920 nos subúrbios de Tóquio, o estúdio Shochiku dominou a indústria cinematográfica japonesa até mudar sua sede para Ōfuna em 1936.

Vários estúdios começaram suas atividades por volta de 1920, no caso da Shochiku — que se tornou uma das mais influentes do país — e Taishō Katsuei, este último ficou em operação por apenas dois anos. Pelo mesmo, Thomas Kurihara dirigiu filmes com roteiro do romancista Jun'ichirō Tanizaki, onde era forte defensor da reforma cinematográfica. Os longas-metragens japoneses obtiveram popularidade em meados da nova década, em contrapartida aos estrangeiros, estimulados pela popularidade dos astros do cinema nacional e por um novo estilo do jidaigeki. Diretores como Daisuke Itō e Masahiro Makino realizam produções do gênero chanbara, a exemplo Chūji tabi nikki e Roningai; apresentando rebeldes anti-heróis em rápidas cenas de lutas que obtiveram aclamação pela crítica. Os atores Tsumasaburō Bandō, Kanjūrō Arashi, Chiezō Kataoka, Utaemon Ichikawa e Takako Irie, seguiram o exemplo de Makino e fundaram suas próprias empresas cinematográficas de forma independente. Muitos historiadores japoneses designam as causas do grande sismo de Kantō que ocorreu em setembro de 1923, como de grande consequência para a indústria cinematográfica do país. Alguns estúdios localizados na área de Tóquio foram completamente destruídos, em exceção ao Shochiku, com as outras companhias transferindo suas sedes para o oeste nipônico. Para o crítico Tadao Satō o terremoto foi "monumental para pontuar a história cultural do Japão moderno, desaparecendo uma e surgindo outra".